# Calomicrus mainlingus
Calomicrus mainlingus es un coleóptero de la familia Chrysomelidae.
Fue descrita científicamente por primera vez en 1981 por Chen & Jiang.